# 門田雅也
門田 雅也（もんでん まさや、1993年 - ）は、日本の弁護士（長野県弁護士会）。木曽ひまわり基金法律事務所初代所長。

## 人物・経歴
1993年生まれ。広島県福山市出身。小学生の頃から「目の前の人たちの助けになりたい」との思いがあり、それを実現する職業として弁護士に興味を持つ。
國學院大学法学部に進学して3年で卒業した後、立教大学大学院法務研究科（ロースクール）へ進み、修了後に司法試験に合格。
2022年5月から約2年間、地方の弁護士過疎地域での業務を志望する若手が集まる東京フロンティア基金法律事務所に勤務。
2024年3月、長野県の木曽地域で半世紀以上ぶりとなる法律事務所「木曽ひまわり基金法律事務所」が木曽郡木曽町福島に開所し、初代所長に就任。同事務所は、地方の弁護士過疎を解消するため、日本弁護士連合会（日弁連）が積み立てる「ひまわり基金」などの支援を受けて公設されている。